# Рітцинг
Рітцинг (нім. Ritzing) — громада округу Оберпуллендорф у землі Бургенланд, Австрія.
Рітцинг лежить на висоті   м над рівнем моря і займає площу  17,7 км². Громада налічує 899 мешканців. 
Густота населення 51/км².  
|                                  |
| Рітцинг на мапі округу та землі. |

 Адреса управління громади: Lange Zeile 21, 7323 Ritzing (Burgenland). 

## Демографія
Історична динаміка населення міста за даними сайту Statistik Austria

## Виноски
1. ↑  Dauersiedlungsraum der Gemeinden Politischen Bezirke und Bundesländer - Gebietsstand 1.1.2018 — Статистичне управління Австрії.
2. ↑  www.ritzing.at. Архів оригіналу за 5 січня 2022. Процитовано 5 січня 2022.
3. ↑  Gemeindedaten von Ritzing (Burgenland)

| Австрія | Це незавершена стаття з географії Австрії. Ви можете допомогти проєкту, виправивши або дописавши її. |